# Karlshamns kammarkör
Karlshamns kammarkör är en fristående vokalensemble som bildades 1999 av organisten Björn Stoltz. Efter hans bortgång i september 2016 leds kören av Justin Hazelgrove. Sedan 2023 leds kören av Karin Sax Granlöf.
Kören utgörs av 30-40 korister, såväl män som kvinnor. Kören genomför 10-12 konserter per år, huvudsakligen i Karlshamn med omnejd. Körens inriktning är europeisk körklassisk a cappella-repertoar, med tonvikt på nordisk körlyrik såväl som samtida verk, äldre renässans- och barockmusik samt vår tids konstmusik och populärgenrer. Körens stödförening och sponsorer har möjliggjort flera utlandsturnéer med deltagande i körtävlingar. I maj 2010 vann kören två silverdiplom vid den internationella körfestivalen Mundus Cantat i Sopot i Polen.

## Diskografi
- Nu lyser julens stjärna klar (2011)
- Havet är nära (2014)